# Saint-Bonnot
Saint-Bonnot là một xã của tỉnh Nièvre, thuộc vùng Bourgogne-Franche-Comté, miền trung nước Pháp.